# Bystre (Lesko)
Pour les articles homonymes, voir Bystre.
Bystre est une localité polonaise de la gmina de Baligród, située dans le powiat de Lesko en voïvodie des Basses-Carpates.